# Statek Brickendon
Statek Brickendon je zemědělská usedlost nacházející se v Longfordu v Tasmánii. Je jedním ze dvou hlavních rodových domů (s Woolmers) rodiny Archerů, významných místních průkopníků a politiků. Usedlost byla založena v roce 1824, skládá se z vesnice, panského domu a pracovní farmy o rozloze 465 ha. Panský dům byl postaven v letech 1829–1830 v georgiánském stylu.
Jako světové dědictví byl zařazen se sesterským statkem Woolmers roku 2010 na seznam světového dědictví a od roku 2007 je uveden v seznamu tasmánského dědictví a seznamu australského národního dědictví.

## Název
Brickendon, stejně jako většina statků Archerů, je pojmenován podle místa v Anglii – v tomto případě po obci Brickendon ve východní Hertfordshiru.